# 612787 Haumannpeter
612787 Haumannpeter este o planetă minoră (asteroid) din centura de asteroizi. A fost descoperită pe 8 august 2004 la Piszkéstetői Obszervatórium⁠(d) de  și a fost numită după Haumann Péter⁠(d). 
Obiectul prezintă o orbită caracterizată de o semiaxă mare de 2,5771467509348 UAi, o excentricitate de 0,29124318258866, o înclinație de 3,4001816599409 ° în raport cu ecliptica.